# Brzezi Ostrów
Brzezi Ostrów (niem. Ostrow-Brosze) - nieoficjalny przysiółek wsi Zajezierze w Polsce położony w województwie pomorskim, w powiecie sztumskim, w gminie Sztum.
W latach 1975–1998 miejscowość należała administracyjnie do województwa elbląskiego.
W latach 1938–1945 niemieckie władze nazistowskie zmieniły nazwę wsi na Brosenhof.